# Dorință mortală
Alte sensuri: Home for the Holidays
Dorință mortală (titlu original: Home for the Holidays) este un film de Crăciun american de televiziune de groază thriller din 1972 regizat de John Llewellyn Moxey. Rolurile principale au fost interpretate de actorii Sally Field, Eleanor Parker, Walter Brennan.

## Rezumat
Patru surori se întorc acasă pentru a își vizita tatăl de Crăciun, dar din păcate descoperă că cineva încearcă să-l omoare.

## Distribuție
- Sally Field - Christine Morgan
- Eleanor Parker - Alex Morgan
- Julie Harris - Elizabeth Hall Morgan
- Jessica Walter - Frederica "Freddie" Morgan
- Jill Haworth - Joanna Morgan
- John Fink - Dr. Ted Lindsay
- Walter Brennan - Benjamin Morgan
- Med Flory - Șerif Nolan